# Бухтияровы
Бухтия́ровы (от перс. Baxtiyâr — بختیار) — российский дворянский и однодворческий род. 

Записан во II часть дворянской родословной книги (ДРК) Полтавской губернии Российской империи.

## Происхождение рода

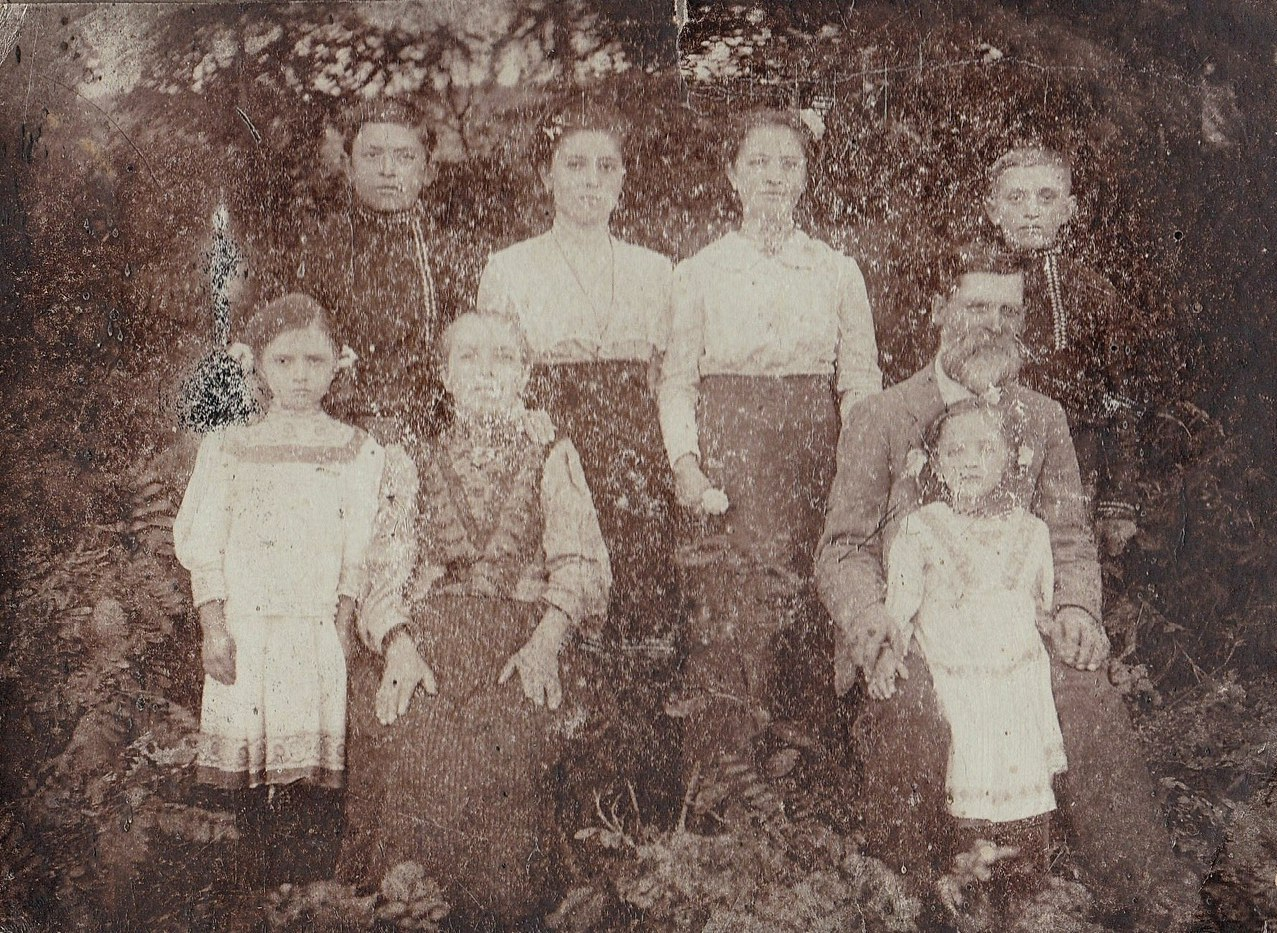
Семья Г. И. Бухтиярова (1866 г.р.) из с. Луковец Малоархангельского уезда Орловской губернии. Российская Империя.

По семейному преданию, родоначальником рода Бухтияровых был казак. Согласно одной из легенд, он спас от смерти знатного дворянина, который взял его к себе на службу. По другой легенде, Бухтияровы происходят от татар, состоявших на службе у русских князей. В свою очередь, литератор, искусствовед, профессор В. М. Неделин в документах Севского стола обнаружил в отписке ливенского воеводы Дмитрия Колтовского Архивная копия от 7 февраля 2015 на Wayback Machine факт награждения ливенских боярских детей Игната Бохтиярова, Луки Плохого и казака Сеньки Тотаренкова земельными наделами.
Из книги В. М. Неделина «Орёл изначальный». Глава XIII «Жизнь и быт орлян в XVII веке»:
«Они израненными попали в полон в 1632 году после трагического для ливенцев боя в Савинской дубраве, где погиб отряд головы Василия Гринёва. Татары угнали их в Крым и на одном из рабовладельческих рынков продали пленников в Турцию. Служилым удалось сбежать в Персию, откуда они добрались до калмыков на Терек, а оттуда уже рукой подать было до русской земли — Астрахани. В январе 1638 года они доплелись до Ливен и подали челобитную о пожаловании их за «полонное терпение». Их прошение было удовлетворено, и вскоре ливенский воевода отпустил их на Москву для получения государева жалованья».
На основе этого методист Ливенского краеведческого музея В. А. Бобков предположил, что род Бухтияровых ведёт отсчёт от упомянутого в отписке Игната Бохтиярова.
Однако, по мнению автора публикаций по русской истории В. И. Уланова, этот род следует выводить от послужильцев князей Бахтеяровых-Ростовских: «…в 1604 году князь Андрей Иванович Бахтеяров-Ростовский был воеводой в Мценске, а „с ним сын боярской Микитка Семенов Бахтеяров с товарыщи“». Однако предположению Уланова противоречит тот факт, что Никита Семёнович Бахтеяров был помещиком Ливенского уезда.

Из писцовой дозорной книги города Ливны и Ливенского уезда 1615/1616 гг.:
Петрухинского поместья Онсупова жеребей в деревне верх Плоскова колодезя под Середним лесом вопче с Микитою Бахтеяровым с товарыщи, что осталось за роздачею у Микитки да у Гришки Черных да у Ивана Мытенсково. А в том в остачном жеребью // (л.464) посмете и по скаске сторонних людей дикого поля 25 четив поле, а в дву по тому ж.
В действительности предков орловских Бухтияровых, некоторых рязанских Бахтияровых, курских Бахтояровых и воронежских Бухтояровых, имеющих общее происхождение от служилых татар, находившихся на русской службе и принявших крещение, следует искать среди одноимённых коломенских детей боярских. А их общим предком, очевидно, является служилый татарин Великого княжества Литовского Бахтияр Сеитович, который упоминается как представитель польско-литовских татар вместе со своим родным братом Довлетияром в четвёртой и шестой книгах записей Литовской метрики в 1489, 1498 и 1499 годах. Известно, что сын Бахтияра Сеитовича Арслан Бахтияров Архивная копия от 4 марта 2016 на Wayback Machine (Аслан Бахтеяр) в начале XVI века ездил гонцом в Польшу. Сыновья же Арслана Бахтиярова известны по Коломенскому уезду, где они были размещены наряду с некоторыми другими родами татарского происхождения. Из потомков Арслана Бахтиярова известен коломенский землевладелец и губной староста (1577-1578 годов) Безсон Борисович Бахтеяров, а также один из первых восточносибирских землепроходцев XVII века, якутский письменный голова Еналей Леонтьевич Бахтеяров (внук предыдущего). Потомками этого рода, по всей видимости, стали рязанские Бахтияровы, а также Бухтияровы орловские — от ливенского помещика Никиты Семёновича Бахтеярова. От последних произошли курские Бахтояровы и воронежские Бухтояровы — от одного из младших сыновей Никиты Семёновича, Ивана Никитича, пожалованного поместьем в селе Хлевное Карачунского стана Воронежского уезда (сегодня село Хлевное Хлевенского района Липецкой области).
Из переписной книги Воронежского уезда, 1646 г.:
Сельцо Хлевное за помещики за воронежцы детьми боярскими стало внове, а в нем часовня, дв. попа Ондрея. За Иваном Микитиным сыном Бохтеяровым поместье: дв. его помещиков, крестьян и бобылей за ним нет.
Из потомков Ивана Никитича известны дети боярские Борис и Фёдор Бохтеяровы. Жители села Подхлевное (Хлевное), дети боярские Автамон и Борис Бахтеяровы в 1675 году упоминаются в «списке детям боярским двух станов Воронежского уезда по селениям, в которых они владели поместьями и крестьянами». В «списке селениям Карачунскаго стана Воронежскаго уезда, с показанием детей боярских и их крестьянских дворов в каждом из них» упоминаются дети боярские Симон Бахтеяров и его племянник Борис, за которыми в селе Хлевном в 1677 году был один крестьянский двор. В 1697 году в сказках землянцев упоминается Афанасей Григорьев сын Бохтояров.

## История рода

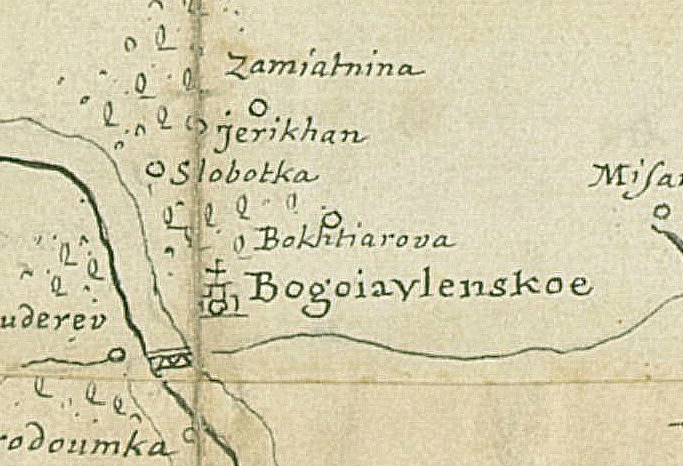
Бухтиярово (Bokhtiarova). Французская карта «Carte du territoire de Livny» («Территория вокруг Ливен»). 1724 г.

Трудно сказать, в каком точно году и какое количество Бухтияровых начали нелёгкую жизнь в Ливенском уезде, однако самые ранние сведения о представителях этого рода содержаться в приправочной и переписных книгах Ливенского уезда XVII века, где они упоминаются в числе первых помещиков. В книге Г. М. Пясецкого «Труды Орловской учёной архивной комиссии» 1893 года, Бухтияровы, наравне с другими служилыми помещиками, заселявшими Ливенский уезд с начала XVII века, названы «бесстрашными пионерами, колонизаторами и первыми пахарями уезда». По всей видимости, самым первым поселенцем из рода Бухтияровых необходимо считать именно Никиту Семёновича Бахтеярова, за которым в 1615 году в Затруцком стане (за рекой Труды) была деревня «верх плоскова колодезя под середним лесом» и пять душ крепостных крестьян мужского пола, что для Ливенского уезда в те годы считалось большим количеством.
В 1678 году Бухтияровы проживали в деревне Красной, на реке Сосне (правый приток Дона), по которой, как известно, ещё до 1657 года ливенцы, ведшие торговлю с донскими казаками, сплавляли им хлеб и другие запасы; ходили к донцам для совместных походов под Азов против турок с целью наживы; уходили от преследований Московского правительства; а также приходили в Ливны казаки, притесняемые своими собратьями на Дону. Впрочем, в 1678 году Бухтияровы встречаются и в других поселениях. Несколько помещиков-однодворцев проживали в селе Никольском. Другая часть, по-видимому, была в числе прихожан церкви Покрова Пречистой Богородицы, так как относилась к жителям села Покровского. Некоторые из этих Бухтияровых жили в деревне Погожей Покровской волости, а один принадлежал к однодворческому населению деревни под названием Косожа, что находилась на реке Косоже (Косорже). А вот в числе десяти однодворцев деревни Мисайлова, относившейся к тому же церковному приходу, в одно и то же время жили Бахтеяров и Бухте(я)ров.
Ко всему прочему в исторических документах XVII века обнаруживаются имена и других представителей рода, которые нередко упоминаются русскими историками в XIX столетии: Клим Гурьев сын Бахтеяров (1635), Абакум Игнатьев сын Бахтеяров (1650) с сыновьями Матвеем (1677), Филимоном (1681, 1685, 1692), Яковом (1683), Никитой и Клементием (1687); Прокофей Дмитриев сын Бахтеяров (1681, 1690) и его сыновья Потап и Марко (1690); Феоктист (1687) и Потап (1682) Ивановы сыновья Бахтеяровы, Федот и Иван Максимовы дети Бахтеяровы (1689); Иван Никифоров сын Бахтеяров (1692), Григорий Филимонов сын Бахтеяров (1692); Ларион и Василей Карповы сыновья Бахтеяровы (1695); а также Иван Дмитриев сын Бахтеяров (1700) и Иван Павлов сын Бахтеяров (1700).
В 1692 году некоторые из этих служилых людей владели землёй в деревне Колпенской, «что была пустошь дикое поле на реке Сосне» (сегодня пгт Колпна). Земельные наделы в Колпенской имели тогда 42 человека, в числе которых были Никифор Иванов сын Бахтеяров (1682, 1700), Филип Иванов сын Бахтеяров (1682, 1696, 1700), Ерофей Игнатьев сын Бахтеяров (1692), а также Макар (1697, 1700), Ларион и Максим Савельевы дети Бахтеяровы (1700). А вот в деревне Бахтеярова «верх плоскова колодезя» (сегодня деревни Бухтиярово 1-е и Бухтиярово 2-е Колпнянского района Орловской области), состоявшей в приходе храма села Богоявленского, в конце XVII — начале XVIII веков было 18 помещиков, в числе которых были указанные выше землевладельцы деревни Колпенской, а также Савостьян, Василей, Мартин и Яков Феоктистовы дети Бохтеяровы (1700).
В начале 1730-х годов некоторые Бухтияровы пополнили ряды Ливенского конного ландмилицкого полка, формировавшегося из потомков «старых» служилых людей в 1732 году в Ливнах, и были отправлены на Укра́инскую пограничную оборонительную линию для защиты Российской империи от набегов войск Крымского ханства. Часть из них была послана для строительства и обороны пятибастионной «Ливенской» крепости («Маячковской», «Маяцкой» до 1738 года) и прилегающих к ней участков линии (сегодня это место находится в селе Ливенское Новосанжарского района Полтавской области). Некоторые, вероятно, охраняли участок границы в районе крепости «Васильевской», или «Святого Василия». Сейчас это место находится в селе Нехвороща Новосанжарского района Полтавской области. Кроме того, в ревизской сказке села Меловая (сегодня село Меловая Балаклейского района Харьковской области) 1748 года есть упоминание о некоем однодворце Косме Бохтяерове, который был туда переселён вместе со своей семьёй из села Сторжевое Сурженского (Судженского) уезда (ныне село Сторожевое Большесолдатского района Курской области).
Во время правления Екатерины II, с 1763 года, полки были расквартированы в городах. После упадка значимости Украинской линии в связи с присоединением к Российской империи Дикого поля в конце XVIII века некоторые потомки этих служилых людей продолжили службу на территории Слободской Украины. В 1787 году в казачье звание был обращён житель села Михайловского Змиевского уезда Харьковской губернии (сегодня село Михайловка Первомайского района Харьковской области) однодворец Иван Иванов сын Бохтияров, который в казачьем звании упоминается вплоть до 1798 года. А в 1795 году в казачье звание были обращены ещё четыре семьи Бахтияровых.
Из статьи специалиста по дворянской генеалогии, научного консультанта музея-усадьбы И. С. Тургенева «Спасское-Лутовиново» Н. М. Чернова «Однодворцы в московском пограничье»:
Из бумаг времён Екатерины II можно извлечь, например, почти весь набор бытующих ныне родовых прозваний: Стрельниковы, Теряевы, Уваровы, Рыбины, Бухтияровы, Псаревы, Клевцовы, Агеевы. Список можно продолжить.
Позднее некоторые представители рода «приписались» к терскому казачеству. Кроме того известно, что в 1836 году житель Воронежской губернии однодворец Семён Бухтияров поступил на службу в Кавказское линейное казачье войско и был переселён в станицу Разшеватскую (сегодня станица Расшеватская Новоалександровского района Ставропольского края). И только в 1856 году поручик Бахтияров Димитрий Фёдорович был утверждён в дворянском достоинстве и внесён во II часть дворянской родословной книги Полтавской губернии (Указ Герольдии об утверждении в дворянстве от 10 декабря 1856 года № 7325). Из его потомков известны Владимир и Иван Бахтияровы (сыновья).
Впрочем, часть рода по-прежнему находилась в Орловской губернии, в деревне Бухтеярова, которая в 1850-е годы принадлежала двум офицерам из рода Шушлябиных, их родственнице Елене Юрьевне Плещеевой и однодворцам Турбинным. Ещё одна часть принадлежала однодворцам Бухтияровым и дворянам Тихону Герасимовичу, Ефрему Герасимовичу и Семёну (Сергию) Ильичу Бухтеяровым. Представители другой части рода, владевшие ещё в 1760-е годы землёй в селе Луковец и деревне Нижний Кунач Покровской волости Малоархангельского уезда (сегодня село Луковец Малоархангельского района Орловской области и целых три деревни, ранее бывших одной: Петровка, Хаустово, Ретинка), в 1850-е годы по-прежнему имели там наделы, хотя бо́льшая часть земли в то время была за дворянами Оловенниковым. Кстати сказать, там же, неподалёку, вплоть до Великой Отечественной войны (ВОВ) существовала ещё одна деревня под названием Бухтиярово.

## Потомки

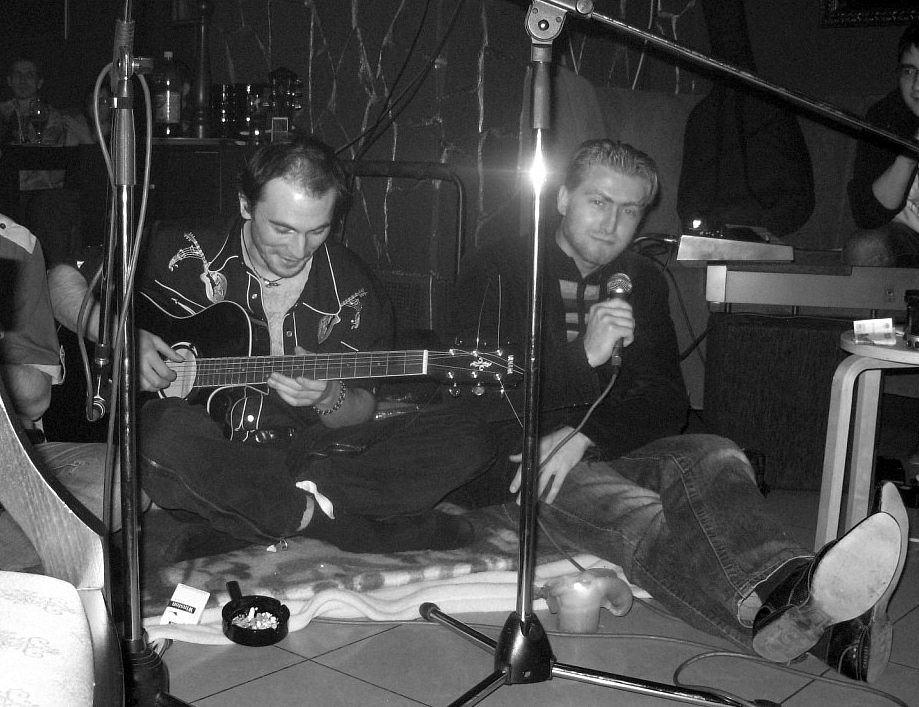
С. Бухтияров-Орловский (справа),
Игорь Тальков мл. (слева). Москва, 2010 г.

В начале августа «1918 года в Ливенском уезде Орловской губернии началось вооружённое выступление местных зажиточных крестьян, духовенства и аристократии против большевиков, известное в истории под названием Ливенское восстание». Среди участников этого мятежа были и некоторые потомки однодворцев Бухтияровых. Один из них, П. С. Бухтияров, после неудачи восстания решил увезти свою семью в Сибирь (бо́льшая часть Сибири находилась на тот момент уже под контролем Временного Сибирского правительства, а после омских событий 18 ноября 1918 года — правительства А. В. Колчака), а сам в надежде получить работу на Китайско-Восточной железной дороге (КВЖД) уехал в Харбин, где какое-то время жили и потомки дворянской ветви. Однако стать служащим КВЖД П. С. Бухтиярову не удалось, и через некоторое время он переехал в Шанхай, где, по его словам, почти год проработал портовым грузчиком. Но после того, как власти Китайской Республики отказались признавать дипломатические представительства Российской империи, сделав тем самым русских людей апатридами, он решил вернуться обратно. Интересным представляется тот факт, что однажды он сообщил своему младшему сыну о причастности в те годы к одной из белоэмигрантских боевых организаций.
Как бы то ни было, приняв советское гражданство и окончив в конце 1920-х годов курсы так называемых двадцатипятитысячников, он уже в начале 1930-х годов был направлен на организационные работы на Украину, а позднее — на Северный Кавказ. Однако страдания соотечественников, в том числе и некоторых его родственников, ставших жертвами политических репрессий, и начавшийся в этот период массовый голод, в результате которого в возрасте семи лет погиб один из его сыновей, явились причиной неоднократного нарушения им законов. За раздачу колхозного зерна голодающим и сопротивление идеям коллективизации и раскрестьянивания ему грозило 10 лет исправительно-трудовых лагерей (ИТЛ). Но по счастливой случайности сурового наказания удалось избежать. По его словам, он был отпущен после написания И. В. Сталину письма с просьбой об освобождении, которое удалось передать через конвоира. Дошло ли на самом деле обращение Бухтиярова до лидера Советского государства или нет, неизвестно, но за несколько дней до отправки в лагерь, он был освобождён. Впрочем, эта история могла печально закончится в 1937 году, однако и тогда ему удалось уйти от наказания и скрыться от дальнейших преследований. Иных же не обошли стороной тяжёлые испытания. В результате политики, которая проводилась Советской «верхушкой» в 1930-е годы, многие были арестованы, отправлены в исправительные лагеря и расстреляны. Репрессивные меры были применены к И. С. Бухтиярову, М. А. Бухтиярову, А. М. Бухтиярову, Е. М. Бухтияровой, Д. Г. Бухтиярову, В. Я. Бухтияровой и другим. Однако, вероятно, были среди Бухтияровых и те, кто прямо или косвенно поддерживал подобную политику власти.
Тем не менее, в период ВОВ многие представители рода служили в рядах РККА. Сражаясь с немецкими захватчиками, некоторые из них погибли. Но, несмотря ни на что, большинство из них всё же смогли передать эстафету жизни будущим поколениям. Сегодня потомки Бухтияровых проживают в России и за рубежом. Прямым потомком одной из однодворческих ветвей является генеалог, мемуарист и автор стихов Семён Бухтияров-Орловский. Из другой ветви рода происходит депутат Орловского областного Совета народных депутатов нескольких созывов Олег Бухтияров.

## Этимология фамилии

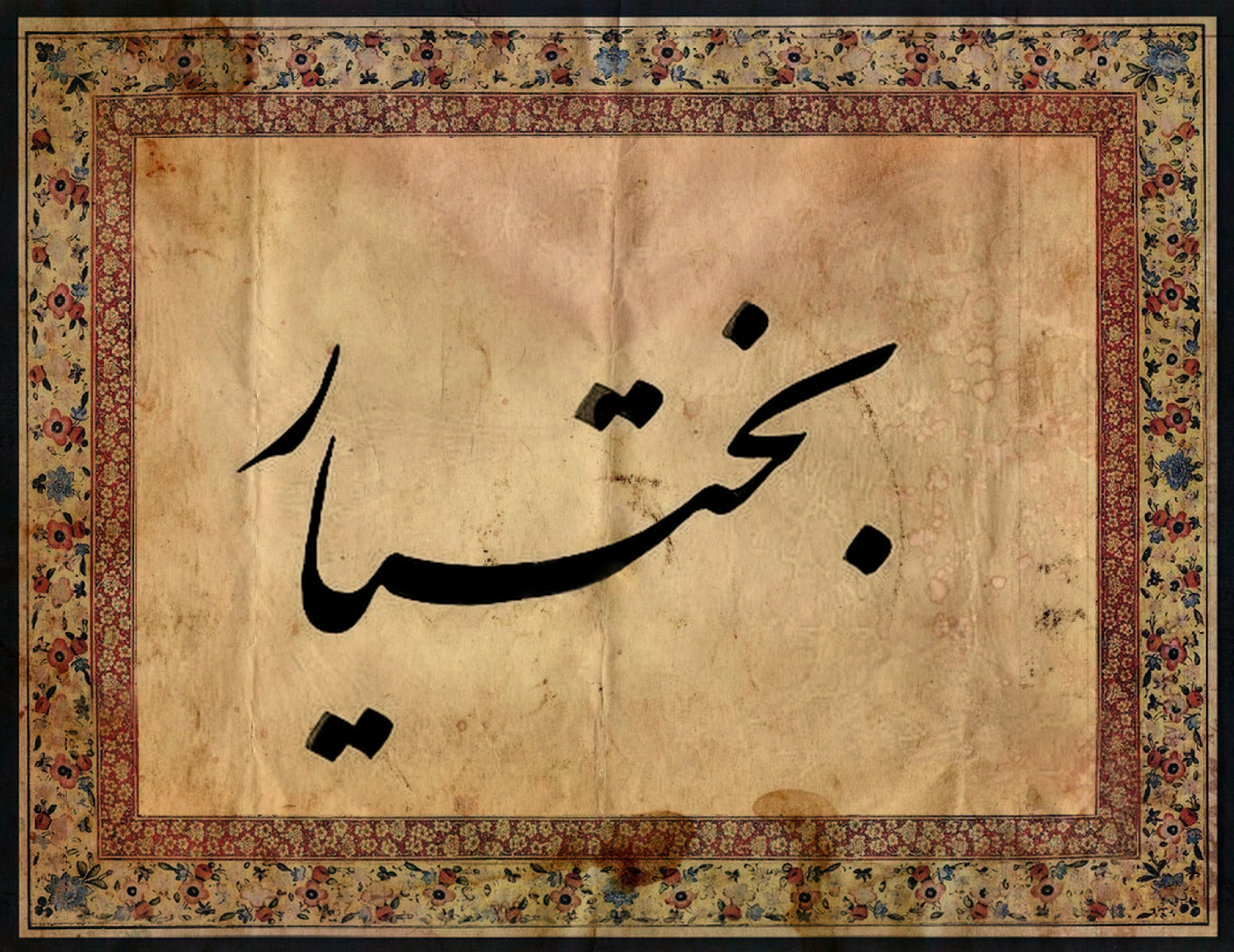
Имя Бахтияр, написанное почерком «насталик» (персидский стиль каллиграфии)

Фамилия Бухтия́ров является производным от мужского персидского имени Бахтия́р (Baxtiyâr — بختیار — «счастливый»).
Согласно главной версии, в основе фамилии — самоназвание группы скотоводческих племён Юго-Западного Ирана — бахтиаров, которые заселяли Персию ещё до её завоевания арабами в середине VII века нашей эры. Оттуда этноним перекочевал в арабо-тюркский мир и, соответственно, стал антропонимом.
По версии Н. А. Баскакова, фамилия Бухтияров произошла от тюрко-персидского „бяхет ир“ (счастливый муж»). По мнению Б. Г. Унбегауна, фамилия Бухтияров имеет старинное татарское происхождение (от слова со значением «счастливый») и восходит к эпохе Московского княжества времён татарского ига (1240-1480 годов). А. В. Суперанская выводит эту фамилию от персидского имени «Бахтияр», частицу «яр» в котором определяет как суффикс, оформляющий основу «бахт» (счастье). Интересно, что Бахт (арм. Բախտ — «судьба», «рок») — это также имя древнеармянского мифологического божества дохристианского периода, в народном сознании наделявшегося особыми качествами вершителя человеческих судеб и устроителя личного и семейного счастья.
По словам Т. А. Шумовского, персидское слово «бахт» образовано из древнеперсидского «бхага», которое, в свою очередь, является сочетанием персидского «баг» (Бог) и армянского (из персидского) «т(эх)» то есть «место». Любопытно, что, например, в древней индуистской мифологии имя Бхага носит божество, которое в ведах выступает как воплощение счастья, распределитель даров и удачи между людьми. В Индии считается, что Бхага посылает людям счастье, состоящее в достатке и плодородии.
В любом случае имя Бахтияр и производные от него отчество и фамилия имеют весьма древнее происхождение и означают «счастливый», буквально — «друг счастья». На страницах русских исторических летописей имя Бахтеяр впервые появляется в XV веке. На рубеже XV—XVI веков приобретает известность и фамилия Бахтеяров. На Руси носителями этой фамилии изначально были, очевидно, потомки золотоордынцев, служилые люди татарского происхождения: беки, мурзы, казаки.
Иноязычная по происхождению фамилия в XVII—XIX вв. имела несколько вариантов написания: Бахтеяров, Бахтияров, Бухтеяров и т. п. Под влиянием русского оканья, вероятно, по тому же принципу, как от персидских слов «багадур» (герой) и «баг яр» (друг Божий) в русской среде родились «богатырь» и «боярин», возникло и многообразие вариантов произношения и написания этой фамилии через «о», например: Бахтояров, Бохтояров, Бухтояров.
М. Б. Оленев. Серия «География фамилий». Часть IV. Крестьянские фамилии Орловской области:
БУХТИЯРОВ (БУХТИАРОВ). «Южная фамилия». В этих районах проживает 80% носителей фамилии: Ливенский (ЮГО-ВОСТОК) (дер. Важжово, с. Никольское, с. Ревякино и дер. Шебановка), Должанский (ЮГ) (с. Кривцово-Плота) и Колпнянский районы (ЮГ) (дер. Бухтиярово, с. Фошня и с. Мисайлово). Также фамилия зафиксирована в ЦЕНТРЕ: Покровский район (дер. Ретинская и дер. Кунач).

## Однофамильцы
- Ошибочно полагать, что представители дворянского и однодворческого рода Бухтияровых являются потомками русского княжеского рода Бахтеяровых-Ростовских, утратившего княжеский титул в XVII веке.
- Не стоит путать Бухтияровых и с родом Бахтеяровых, происходившим из Калужской губернии, одна из ветвей которого появилась в Елецком уезде Орловской губернии, а также в соседнем Ефремовском уезде Тульской губернии только в XVIII столетии и «приписалась» к ДРК этих губерний.[59][60]
- Не следует также путать Бухтияровых с родом касимовских татар Бахтияровых, бывших «царевичей», которые после ликвидации ханства большей частью были приписаны к Воронежским верфям и переселены в Воронежскую губернию, где дали многочисленное потомство. Их представители также не имеют отношения к описываемому роду.[61]
- Кроме того, к этому роду не имеют отношения и те, кто ведут свою родословную от цуканов, записавшихся фамилией бывших служилых помещиков после отмены крепостного права в 1861 году. Такие роды не связаны ни со служилыми людьми «по отечеству», ни с людьми «старых служб».[62] Очевидно, известный в Орловской области Герой Советского Союза Василий Бухтияров, предок которого получил родовое прозвание лишь в XIX веке, относится именно к этой категории однофамильцев.

## Родословная Бухтияровых
|  |  |  |  |  |  |  |  |  |  |  |  |  |  |  |  |  |  |  |  |  |  |  |  |  |  |  |  |                                                  |                                                  |                                                  |                                                  |                                                  |                                                  |  |  |  |  |  |  | Виленские служилые помещики (кон. XV)                          |                                                                |                                                                |                                                                |                                                                |                                                                |  |  |  |  |  |  |                              |                              |                              |                              |                              |                              |  |  |  |  |  |  |  |  |
|  |  |  |  |  |  |  |  |  |  |  |  |  |  |  |  |  |  |  |  |  |  |  |  |  |  |  |  |                                                  |                                                  |                                                  |                                                  |                                                  |                                                  |  |  |  |  |  |  |                                                                |                                                                |                                                                |                                                                |                                                                |                                                                |  |  |  |  |  |  |                              |                              |                              |                              |                              |                              |  |  |  |  |  |  |  |  |
|  |  |  |  |  |  |  |  |  |  |  |  |  |  |  |  |  |  |  |  |  |  |  |  |  |  |  |  |                                                  |                                                  |                                                  |                                                  |                                                  |                                                  |  |  |  |  |  |  | Коломенские помещики, дети боярские (XVI-XVII)                 |                                                                |                                                                |                                                                |                                                                |                                                                |  |  |  |  |  |  |                              |                              |                              |                              |                              |                              |  |  |  |  |  |  |  |  |
|  |  |  |  |  |  |  |  |  |  |  |  |  |  |  |  |  |  |  |  |  |  |  |  |  |  |  |  |                                                  |                                                  |                                                  |                                                  |                                                  |                                                  |  |  |  |  |  |  |                                                                |                                                                |                                                                |                                                                |                                                                |                                                                |  |  |  |  |  |  |                              |                              |                              |                              |                              |                              |  |  |  |  |  |  |  |  |
|  |  |  |  |  |  |  |  |  |  |  |  |  |  |  |  |  |  |  |  |  |  |  |  |  |  |  |  |                                                  |                                                  |                                                  |                                                  |                                                  |                                                  |  |  |  |  |  |  |                                                                |                                                                |                                                                |                                                                |                                                                |                                                                |  |  |  |  |  |  |                              |                              |                              |                              |                              |                              |  |  |  |  |  |  |  |  |
|  |  |  |  |  |  |  |  |  |  |  |  |  |  |  |  |  |  |  |  |  |  |  |  |  |  |  |  | Рязанские дети бояр., однодворцы (XVII, до 1866) | Рязанские дети бояр., однодворцы (XVII, до 1866) | Рязанские дети бояр., однодворцы (XVII, до 1866) | Рязанские дети бояр., однодворцы (XVII, до 1866) | Рязанские дети бояр., однодворцы (XVII, до 1866) | Рязанские дети бояр., однодворцы (XVII, до 1866) |  |  |  |  |  |  | Ливенские дети бояр., однодворцы, лич. дворяне (XVII, до 1866) | Ливенские дети бояр., однодворцы, лич. дворяне (XVII, до 1866) | Ливенские дети бояр., однодворцы, лич. дворяне (XVII, до 1866) | Ливенские дети бояр., однодворцы, лич. дворяне (XVII, до 1866) | Ливенские дети бояр., однодворцы, лич. дворяне (XVII, до 1866) | Ливенские дети бояр., однодворцы, лич. дворяне (XVII, до 1866) |  |  |  |  |  |  |                              |                              |                              |                              |                              |                              |  |  |  |  |  |  |  |  |
|  |  |  |  |  |  |  |  |  |  |  |  |  |  |  |  |  |  |  |  |  |  |  |  |  |  |  |  | Рязанские дети бояр., однодворцы (XVII, до 1866) | Рязанские дети бояр., однодворцы (XVII, до 1866) | Рязанские дети бояр., однодворцы (XVII, до 1866) | Рязанские дети бояр., однодворцы (XVII, до 1866) | Рязанские дети бояр., однодворцы (XVII, до 1866) | Рязанские дети бояр., однодворцы (XVII, до 1866) |  |  |  |  |  |  | Ливенские дети бояр., однодворцы, лич. дворяне (XVII, до 1866) | Ливенские дети бояр., однодворцы, лич. дворяне (XVII, до 1866) | Ливенские дети бояр., однодворцы, лич. дворяне (XVII, до 1866) | Ливенские дети бояр., однодворцы, лич. дворяне (XVII, до 1866) | Ливенские дети бояр., однодворцы, лич. дворяне (XVII, до 1866) | Ливенские дети бояр., однодворцы, лич. дворяне (XVII, до 1866) |  |  |  |  |  |  |                              |                              |                              |                              |                              |                              |  |  |  |  |  |  |  |  |
|  |  |  |  |  |  |  |  |  |  |  |  |  |  |  |  |  |  |  |  |  |  |  |  |  |  |  |  |                                                  |                                                  |                                                  |                                                  |                                                  |                                                  |  |  |  |  |  |  |                                                                |                                                                |                                                                |                                                                |                                                                |                                                                |  |  |  |  |  |  |                              |                              |                              |                              |                              |                              |  |  |  |  |  |  |  |  |
|  |  |  |  |  |  |  |  |  |  |  |  |  |  |  |  |  |  |  |  |  |  |  |  |  |  |  |  | Украинская ландмилиция (XVIII)                   | Украинская ландмилиция (XVIII)                   | Украинская ландмилиция (XVIII)                   | Украинская ландмилиция (XVIII)                   | Украинская ландмилиция (XVIII)                   | Украинская ландмилиция (XVIII)                   |  |  |  |  |  |  | Воронежские однодворцы (до 1866)                               | Воронежские однодворцы (до 1866)                               | Воронежские однодворцы (до 1866)                               | Воронежские однодворцы (до 1866)                               | Воронежские однодворцы (до 1866)                               | Воронежские однодворцы (до 1866)                               |  |  |  |  |  |  | Курские однодворцы (до 1866) | Курские однодворцы (до 1866) | Курские однодворцы (до 1866) | Курские однодворцы (до 1866) | Курские однодворцы (до 1866) | Курские однодворцы (до 1866) |  |  |  |  |  |  |  |  |
|  |  |  |  |  |  |  |  |  |  |  |  |  |  |  |  |  |  |  |  |  |  |  |  |  |  |  |  | Украинская ландмилиция (XVIII)                   | Украинская ландмилиция (XVIII)                   | Украинская ландмилиция (XVIII)                   | Украинская ландмилиция (XVIII)                   | Украинская ландмилиция (XVIII)                   | Украинская ландмилиция (XVIII)                   |  |  |  |  |  |  | Воронежские однодворцы (до 1866)                               | Воронежские однодворцы (до 1866)                               | Воронежские однодворцы (до 1866)                               | Воронежские однодворцы (до 1866)                               | Воронежские однодворцы (до 1866)                               | Воронежские однодворцы (до 1866)                               |  |  |  |  |  |  | Курские однодворцы (до 1866) | Курские однодворцы (до 1866) | Курские однодворцы (до 1866) | Курские однодворцы (до 1866) | Курские однодворцы (до 1866) | Курские однодворцы (до 1866) |  |  |  |  |  |  |  |  |
|  |  |  |  |  |  |  |  |  |  |  |  |  |  |  |  |  |  |  |  |  |  |  |  |  |  |  |  | Слободские казаки (кон. XVIII)                   | Слободские казаки (кон. XVIII)                   | Слободские казаки (кон. XVIII)                   | Слободские казаки (кон. XVIII)                   | Слободские казаки (кон. XVIII)                   | Слободские казаки (кон. XVIII)                   |  |  |  |  |  |  | Линейные казаки (нач. XIX)                                     | Линейные казаки (нач. XIX)                                     | Линейные казаки (нач. XIX)                                     | Линейные казаки (нач. XIX)                                     | Линейные казаки (нач. XIX)                                     | Линейные казаки (нач. XIX)                                     |  |  |  |  |  |  |                              |                              |                              |                              |                              |                              |  |  |  |  |  |  |  |  |
|  |  |  |  |  |  |  |  |  |  |  |  |  |  |  |  |  |  |  |  |  |  |  |  |  |  |  |  | Слободские казаки (кон. XVIII)                   | Слободские казаки (кон. XVIII)                   | Слободские казаки (кон. XVIII)                   | Слободские казаки (кон. XVIII)                   | Слободские казаки (кон. XVIII)                   | Слободские казаки (кон. XVIII)                   |  |  |  |  |  |  | Линейные казаки (нач. XIX)                                     | Линейные казаки (нач. XIX)                                     | Линейные казаки (нач. XIX)                                     | Линейные казаки (нач. XIX)                                     | Линейные казаки (нач. XIX)                                     | Линейные казаки (нач. XIX)                                     |  |  |  |  |  |  |                              |                              |                              |                              |                              |                              |  |  |  |  |  |  |  |  |
|  |  |  |  |  |  |  |  |  |  |  |  |  |  |  |  |  |  |  |  |  |  |  |  |  |  |  |  | Полтавское дворянство (сер. XIX)                 |                                                  |                                                  |                                                  |                                                  |                                                  |  |  |  |  |  |  |                                                                |                                                                |                                                                |                                                                |                                                                |                                                                |  |  |  |  |  |  |                              |                              |                              |                              |                              |                              |  |  |  |  |  |  |  |  |